# 黒崎そごう

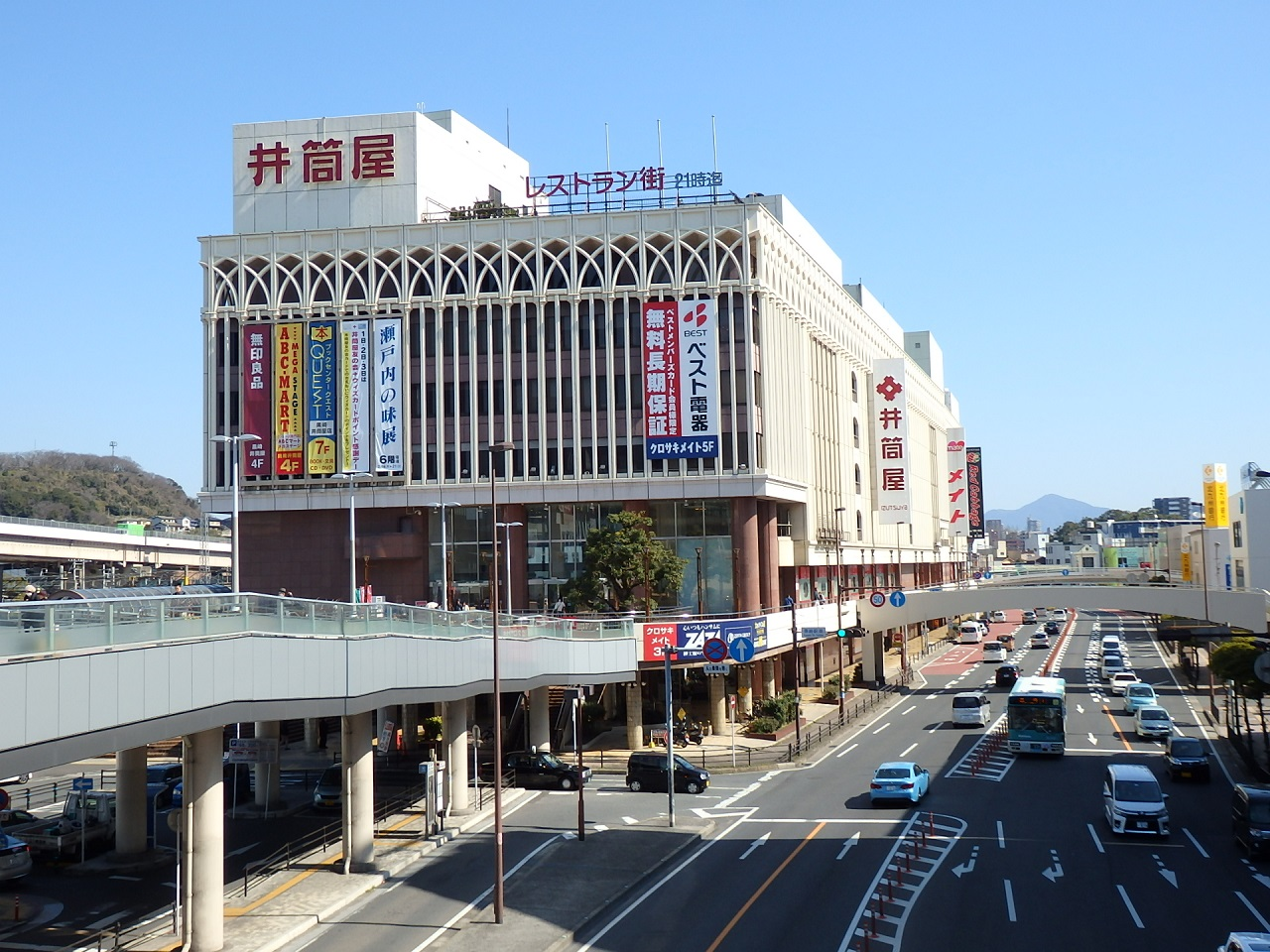
黒崎そごうのあった「メイト黒崎」
そごう閉店後、井筒屋黒崎店が入居していた。

黒崎そごう（くろさきそごう）は、1979年から2000年まで福岡県北九州市八幡西区のJR黒崎駅前に存在していた百貨店、および同店舗を所有、運営していたそごうグループの関連会社の名称である。
閉店後、2001年から2020年までは、北九州を地盤とする百貨店・井筒屋が、井筒屋黒崎店として入居していた。

## 概要
大手百貨店そごうグループ10番目の店舗として1979年10月6日に開店。広告に、当時流行していたアニメ「宇宙戦艦ヤマト」をモチーフにした「まるで宇宙戦艦！」というキャッチフレーズを使用するなど、九州での知名度不足を補うため宣伝・広報活動に力を入れていた。
川の流れるレストラン街が初めて設置されたそごう店舗である。当店の開店でそごうは北海道、本州、四国、九州4島全てへの出店を達成した初の百貨店となった。
黒崎そごうビルの正式名称はメイト黒崎で、開業当時はメイト黒崎直営の「ショッピングセンターメイト黒崎（クロサキメイト）」、テナントとして黒崎そごう、ジャスコ黒崎店（のち黒崎フォーラスに業態転換後、閉鎖）が入居していた。1999年のフォーラス撤退後は、メイト黒崎直営の「メイトエンポリアム」として継続営業（のちにクロサキメイトと統合）された。
2000年7月12日にそごうグループが経営破綻。黒崎そごうは黒字であったが、商圏内の産業衰退と福岡、小倉への流出による商圏の縮小、コムシティの出現により赤字転落は避けられず、さらには老朽化や耐震への対応も必要であり、小倉そごうと同様に同年12月25日に閉店した。北九州の副都心である黒崎の中心地（JR黒崎駅から至近距離）にある巨大ビルの大方が閉鎖されたことによるイメージダウンを懸念していた地元の強い要望もあり、後継テナントとして井筒屋黒崎店が2001年10月に移転開業した。
屋上は、夏期に限り「屋上ビアガーデン」としてオープンしており、井筒屋移管後も継続していた。
井筒屋黒崎店は、入居する「クロサキメイト」の運営会社が2020年4月に経営破綻したことにより同ビルからの撤退を発表し、同年8月17日に閉店した。

## 略歴
- 1972年 - 黒崎駅東地区市街地再開発組合が結成、同地の再開発に向けた区画整理などが始まる[18]。
- 1975年9月 - 出店表明。
- 1977年10月21日 - 資本金1億円で株式会社黒崎そごう設立[1]。
- 1978年6月1日 - 起工式[18]。
- 1979年
  - 4月27日 - 上棟式[18]。
  - 10月3日 - 竣工式、竣工開店披露宴開催[2]（法律上の開業日）。
  - 10月6日 - そごう10番目の店舗として開店[1][3]。当日は俳優の山口崇・藤田弓子の2人が一日店長を務めた[18]。
- 1980年
  - 11月 - 北九州市小倉北区に小倉出張所を開設[1]。
- 1981年
  - 6月 - 福岡市博多区に博多出張所を開設[1]。
  - 12月 - 宗像市に宗像出張所を開設[1]。
- 1983年
  - 2月 - 北九州市戸畑区に戸畑出張所を開設[1]。
- 1990年9月22日 - 黒崎フォーラスが開店。
- 1999年2月 - 黒崎フォーラスが閉店。
- 2000年
  - 7月12日 - そごう本社が民事再生法の適用を申請し、黒崎そごうも負債総額約321億円を抱えて同時に民事再生法の適用を申請した[19]。
  - 10月25日 - 破産宣告により閉店が決定[20]（再生計画案提出見送り）。
  - 12月25日 - 閉店[4]。
- 2001年
  - 1月31日 - 全従業員を解雇。
  - 3月12日 - 東京地裁が再生手続廃止を決定。
  - 4月18日 - 東京地裁が破産宣告、のち清算。
  - 10月 - 黒崎そごう跡地に井筒屋黒崎店が移転、新装オープン。
- 2020年
  - 1月 - 入居していたメイト黒崎の運営会社が経営破綻。その後、井筒屋黒崎店の閉店が発表される。
  - 8月17日 - 井筒屋黒崎店及び入居していたメイト黒崎（クロサキメイト）が閉店。これにより全館空きビルとなった。

## 主な店舗・施設
- ミキハウス (5F)
- 旭屋書店(6F)（1979年10月6日〜1995年2月19日）
- マクドナルド (7F)

## フロア案内
| 階 | フロア概要                                                | 備考 |
| -- | --------------------------------------------------------- | ---- |
| RF | そごう屋上大スカイパーク                                  |      |
| 7F | そごう名店食堂街と大催会場→東西味の名店食堂街             |      |
| 6F | きものとくらしとギフトのフロア→リビングと大催会場のフロア |      |
| 5F | こどものフロア→子供服と婦人肌着のフロア                   |      |
| 4F | メンズファッションフロア                                  |      |
| 3F | レディスファッションフロア                                |      |
| 2F | ファッションと雑貨のフロア                                |      |
| 1F | 大フードセンター→食品フロア「おいしさ一番館」             |      |